# 向良弼
向良弼（？—1852年1月20日），和名國吉親方朝章，琉球國第二尚氏王朝政治人物、三司官。向氏浦添殿內第十一世。
向良弼於道光二十年庚子九月十日（1840年10月5日）被任命為三司官。道光二十二年四月十七日（1842年5月26日），尚育王賜給他紫地浮織冠。咸豐元年辛亥十一月三十日（1852年1月20日）卒。
他的兒子向居謙（浦添親方朝昭）後來也當選三司官。